# Сан-Матеус (Эспириту-Санту)
Сан-Матеус (порт. São Mateus)  —  муниципалитет в Бразилии, входит в штат Эспириту-Санту. Составная часть мезорегиона Северное побережье штата Эспириту-Санту. Входит в экономико-статистический  микрорегион Сан-Матеус. Население составляет 102 955 человек на 2006 год. Занимает площадь 2 343,251 км². Плотность населения — 43,9 чел./км².

## История
Город основан в 1764 году.

## Статистика
- Валовой внутренний продукт на 2005 составляет 739.486.000,00 реалов (данные: Бразильский институт географии и статистики).
- Валовой внутренний продукт на душу населения на 2003 составляет 6.939,59 реалов (данные: Бразильский институт географии и статистики).
- Индекс развития человеческого потенциала на 2000 составляет 0,730 (данные: Программа развития ООН).

## География
Климат местности: тропический. В соответствии с классификацией Кёппена, климат относится к категории Aw. В состав муниципалитета входит остров Гурири, на котором расположен одноимённый город.

## Спорт
В городе базируется одноименный футбольный клуб.

## Галерея

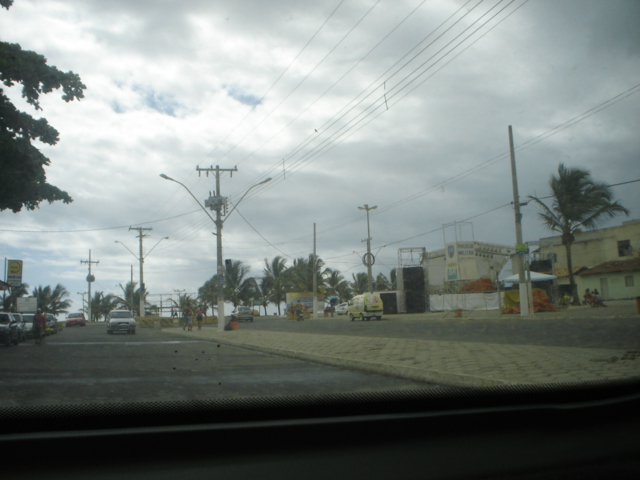
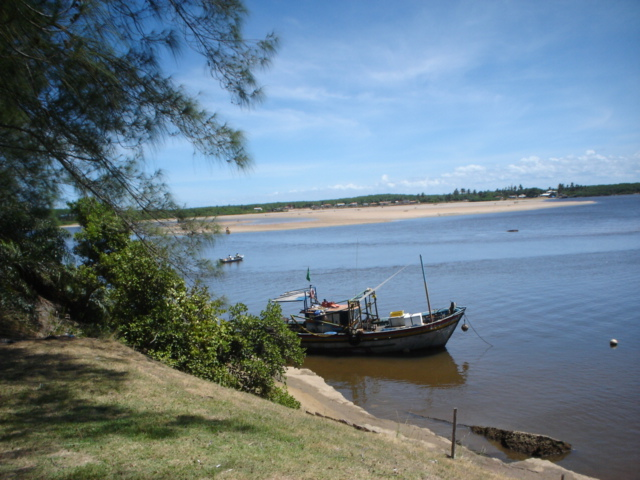
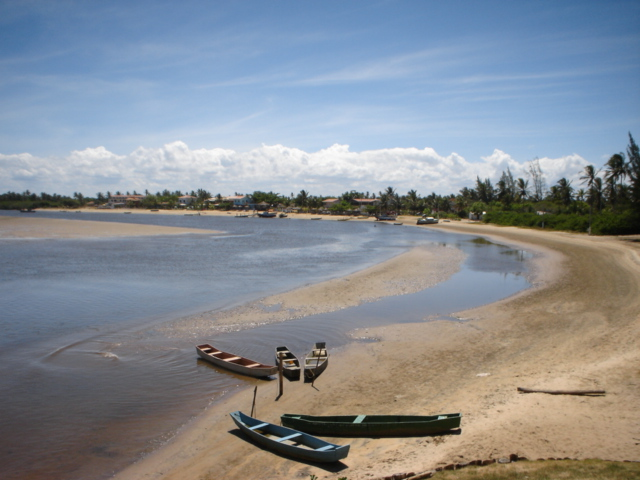
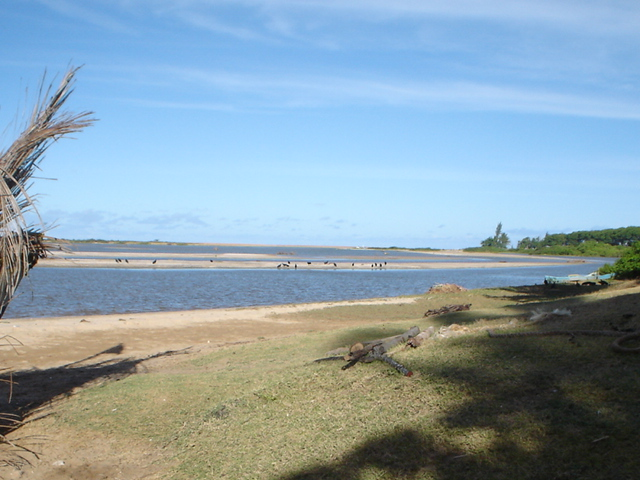